# Komal
Komal is een oude traditionele Indiase en Pakistaanse naam, en betekent doorgaans "delicaat" of "zacht". Het is een populaire vrouwelijke naam, die een aantal eigenschappen van het vrouw-zijn uitstraalt.
De naam wordt steeds meer ook aan jongens gegeven, hoewel de betekenis en kwaliteiten van de naam typisch vrouwelijk geacht worden. Komal staat voor onder andere puurheid, onschuld, schoonheid, en zachtaardigheid. 
De naam Komal wordt in delen van India ook gebruikt als naam van een bloem (die de Engelsen "The Lily of the Valley" noemen). Komal komt tegenwoordig vaker voor in noordelijke en westelijke delen van India. De naam is overgebracht vanuit Perzië en is ook daar populair. In het vroegere kastensysteem van India werd de naam vooral in de hogere kasten gehanteerd bij onder andere de Kshatriyas en Brahmanen.
In de Indiase en Hindoestaanse muziek staat de term Komal voor een bepaald type afbuiging (verhoging of verlaging) van tonen in een raga.